# Постоміно (гміна)
Гміна Постоміно (пол. Gmina Postomino) — сільська гміна у північно-західній Польщі. Належить до Славенського повіту Західнопоморського воєводства.
Станом на 31 грудня 2011 у гміні проживало 7081 особа.

## Територія
Згідно з даними за 2007 рік площа гміни становила 227.24 км², у тому числі:
- орні землі: 61.00%
- ліси: 20.00%

Таким чином, площа гміни становить 21.77% площі повіту.

## Населення
Станом на 31 грудня 2011:
| Опис     | Загалом | Загалом | Чоловіки | Чоловіки | Жінки | Жінки |
| -------- | ------- | ------- | -------- | -------- | ----- | ----- |
| одиниця  | осіб    | %       | осіб     | %        | осіб  | %     |
| все      | 7081    | 100     | 3511     | 49.58    | 3570  | 50.42 |
| міське   | 0       | 100     | 0        |          | 0     |       |
| сільське | 7081    | 100     | 3511     | 49.58    | 3570  | 50.42 |

## Сусідні гміни
Гміна Постоміно межує з такими гмінами: Дарлово, Кобильниця, Славно, Слупськ, Устка.